# 小凯撒披萨
小凯撒披萨（英語：Little Caesars）是美国一家披萨連鎖店，总部位于密西根州底特律，由麦克·伊利奇夫妇于1959年创立。截至2021年，其在美国的披萨年销售额排名第三，仅次于達美樂和必胜客；除美国外，亦在全球近三十个国家和地区开设有门店。

## 历史
麦克·伊利奇在美國職棒小聯盟打了4年球后因伤退役。他于1959年在妻子玛丽安的帮助下，在密西根州底特律大都會區加登城的一处露天购物中心开设了首家披萨店。店名“小凯撒”为玛丽安给麦克的昵称。
1962年，在沃伦拓展了首家连锁店。1979年起，小凯撒披萨推出了标志性的营销口号——“Pizza! Pizza!”，表示以其他店一份披萨的价格可在本店购得两份披萨。小凯撒披萨凭借着廉价定位营销取得了成功，至1994年，已扩张为全美第二大披萨连锁店，全球年销售额达14亿美元。
1997年，小凯撒披萨推出了其招牌“Hot-N-Ready”披萨，该披萨不用电话提前预订，仅需进店点单，数分钟即可出炉，售价固定于5美元，低于竞争对手13-16美元的定价。
随着廉价定位不再吸引人、连锁经营不善等因素，2006年，小凯撒披萨的门店数量从1990年代初的5000多家减少到2000多家，在全美披萨店销售额排名中下降到第四。2010年后，小凯撒披萨超过棒！约翰（Papa John's），重新回到全美第三的位置，次于必胜客和達美樂。2019年，在全美拥有4200余家门店。
2022年，其招牌“Hot-N-Ready”披萨在保持定价5美元长达二十余年不变后，涨价至5.55美元。

## 产品
小凯撒披萨的招牌产品为售价5.55美元的“Hot-N-Ready”披萨。此外还贩售烤鸡翅和面包棒，饮料为百事系列。2013年起，将底特律深盘披萨加入菜单。

## 总部
公司总部于1989年搬至底特律市中心。2014年起，在底特律市中心新建全球总部，坐落于小凱薩體育館以南3个街区。新总部楼与福克斯剧院邻街，两栋楼以玻璃天桥相连。建筑立面使用玻璃幕墙，每块玻璃板做成斜长三角形的披萨片状，于2020年建成完工。

## 母公司
小凯撒披萨的母公司为伊利奇控股，创始人和原老板为麦克·伊利奇。该母公司还拥有NFL的底特律紅翼和MLB的底特律老虎两队，并运营着底特律福克斯剧院、聯信球場、小凱薩體育館等设施。原老板麦克·伊利奇于2017年2月逝世。